# Olivier Verdon
Olivier Verdon   (Clamart, 5 d'octubre de 1995) és un futbolista professional beninès que juga de defensa central pel Ludogorets Razgrad.